# Palazzo Contarelli
Palazzo Contarelli si trova all'incrocio tra il centrale corso Mazzini e via Antonioli a Correggio.

## Storia
Venne costruito nel 1762 da Francesco Cipriano Forti su richiesta di Giovanni Battista Contarelli così da unire varie antiche dimore appartenute alla famiglia. Con la sua estinzione nel 1851 viene diviso in più unità, con la principale che diviene prima Casa del Popolo, poi casa del Fascio e infine sede di uffici comunali e scuole superiori, ivi mantenuti sino al 1996.

## Architettura
La facciata su via Antonioli presenta un doppio ordine di finestre con fastigi al secondo piano e un imponente portale che sostiene un balcone con balaustra. Al centro si trova un grande finestrone. Il cortile, con porticati su tutti i lati, è impreziosito da colonne che creano l'illusione di un doppio loggiato mentre a sinistra, c'è un ricco scalone balaustrato, in stile barocchetto, che porta ai piani superiori.